# Rami Imam
Rami Imam (arabe : رامي إمام) ,, né le 25 novembre 1974 au Caire est un producteur égyptien ,,

## Biographie
Rami Imam est un réalisateur égyptien. Il est né en 1974 et est diplômé du département de théâtre de l'Université américaine du Caire en 1999. Il a ensuite travaillé comme directeur de scène, rejoignant plus tard son père, Adel Imam, dans le jeu «Body Guard». Ensuite, il a commencé à diriger des films

## Filmographie

### Acteur

#### Cinéma
- 1996 : El Noom fi el Asal : Omar

### Réalisateur

#### Cinéma
- 1999 : Elwad mahrous betaa alwazir
- 2002 : Amir El Zalam
- 2004 : Ghabi mino fih
- 2005 : Booha
- 2008 : Hassan et Morkos
- 2008 : Klashinkov

#### Télévision
Séries télévisées
- 2010 : Ayza Atgawez
- 2012 : Naji Attallah's Squad
- 2014 : Saheb El Saada
- 2016 : Mamoun Wa Shurakah
- 2019 : Hidden words